# Willowick, Ohio
Willowick là một thành phố thuộc quận Lake, tiểu bang Ohio, Hoa Kỳ. Năm 2010, dân số của thành phố này là 14171 người.

## Dân số
- Dân số năm 2000: 14361 người.
- Dân số năm 2010: 14171 người.